# Beatriz de Castela (1242–1303)
Beatriz de Castela[a] (em castelhano: Beatriz de Castilla; também chamada de Beatriz de Gusmão ou Beatriz Afonso (Saragoça, c. 1242 – 7 de agosto de 1300/27 de outubro de 1303) foi infanta de Castela, rainha de Portugal entre 1253 e 1279 e rainha-mãe de 1279 a 1303. Era filha do rei Afonso X o Sábio com Mor Guilhén de Gusmão, por isso neta materna de Guilhén Peres de Gusmão e de Maria Gonçalves Girão, e meia-irmã do rei Sancho IV.

## Biografia
Em 31 de dezembro de 1244, o rei Afonso X "com a aprovação de seu pai", o rei Fernando III doou a vila de Elche a sua filha Beatriz e a todas as crianças que tivesse com Mor Guilhén de Gusmão no futuro, com o usufruto vitalício para sua mãe.
Como parte de sua estratégia para chegar a um acordo com o Reino de Portugal sobre a soberania do Algarve, o rei Afonso X deu a sua filha Beatriz em casamento ao rei Afonso III; matrimónio celebrado em 1253. Afonso III era primo direito do avô de Beatriz, Fernando III de Leão e Castela, uma vez que a mãe de Fernando, a infanta Berengária de Castela, era irmã da rainha Urraca de Castela, esposa de Afonso II de Portugal e mãe de Afonso III.
No acordo, Afonso III "cedería temporariamente sou futuro sogro o usofructo do Algarve e dos territórios ao oriente do Guadiana" enquanto que o rei de Castela prometia devolver todos os seus direitos sobre o Algarve ao primeiro filho de Alfonso III e Beatriz quando ele atingisse a idade de sete anos. Embora a nobreza portuguesa considerasse que o "casamento foi humilhante para o rei de Portugal", Afonso III informou a nobreza que "…se em outro día achasse outra molher que lhe desse tanta terra no regno, para acrescentar, que logo casaria com ela". Afonso III ainda estava casado com Matilde que foi repudiada em 1253 devido a esta não lhe poder dar um herdeiro para o trono português. Em 1255, Matilde acusou o marido de bigamia ao papa Alexandre IV e em 1258 este condenou Afonso III por adultério e exigiu que ele devolvesse o dote da condessa Matilde. Porém, esta morreu no mesmo ano e as ameaças do Papa foram suspensas. O papa Alexandre IV morreu em 1261 e seu sucessor, o papa Urbano IV, em 19 junho de 1263, pela bula pontifícia Qui celestia, legitimou o matrimónio e os três filhos já nascidos. Desde maio de 1253, Beatriz aparece nos documentos régios como a esposa e rainha de Portugal, mas o matrimónio só terá ocorrido em maio de 1258 em Chaves.
O rei Afonso III, doou a Beatriz as vilas de Torres Vedras, Torres Novas, e Alenquer, e posteriormente o respectivo padroado. Com a morte de sua mãe, o mais tardar em 1267, Beatriz herdou uns senhorios em terras da Alcarria, incluindo Cifuentes, Viana, Palazuelos, Salmerón e Alcocer. Nesta última localidade, tomou a custódia do mosteiro de Santa Clara, fundado por sua mãe. Também a rainha Beatriz mandou construir a Igreja de São Francisco em Alenquer, que depois da sua morte, foi terminada por seu filho, D. Dinis que mandou colocar uma lápide  "em honra da muy nobre rainha Dona Beatrix".
Até à morte de seu marido, o rei Afonso III em 1279, Beatriz teve uma grande influência sobre a Cúria Régia e apoiou a aproximação dos reinos de Portugal e de Castela. Em 1282, Beatriz voltou a Sevilha por causa de suas divergências com seu filho, o rei D. Dinis. Antes de novembro de 1282, Beatriz, já viúva, apoiou o seu pai contra o seu meio-irmão, o infante Sancho, o futuro rei Sancho IV, pessoalmente e com dinheiro.
Beatriz era muito querida por seu pai e em 4 março de 1283, Afonso X deu-lhe as vilas de Mourão, Serpa e Moura com os seus castelos e, no mesmo dia, o rei castelhano doou a Beatriz o reino de Niebla e os rendimentos reais da cidade de Badajoz. O rei, seu pai, justificou as concessões desta maneira:
| “ | ...catando el grande amor e verdadero que fallamos en nuestra filia la mucho onrrada domna Beatriz por essa misma gratia reyna de Portugal e del Algarve e la lealdat que siempre mostro contra nos e de como nos fue obediente e mandada en todas cosas como bona fiia e leal deve ser a padre e señaladamente por que a la sazon que los otros nuestros fiios e la mayor parada de los omes de nuestra tierra se alçaron contra nos por cosas que les dixieron e les fizieron entender como no eran. | ” |

Beatriz permaneceu com seu pai e foi nomeada testamenteira no segundo testamento do rei em 22 janeiro de 1284, e estava com ele quando o rei morreu em 1284.

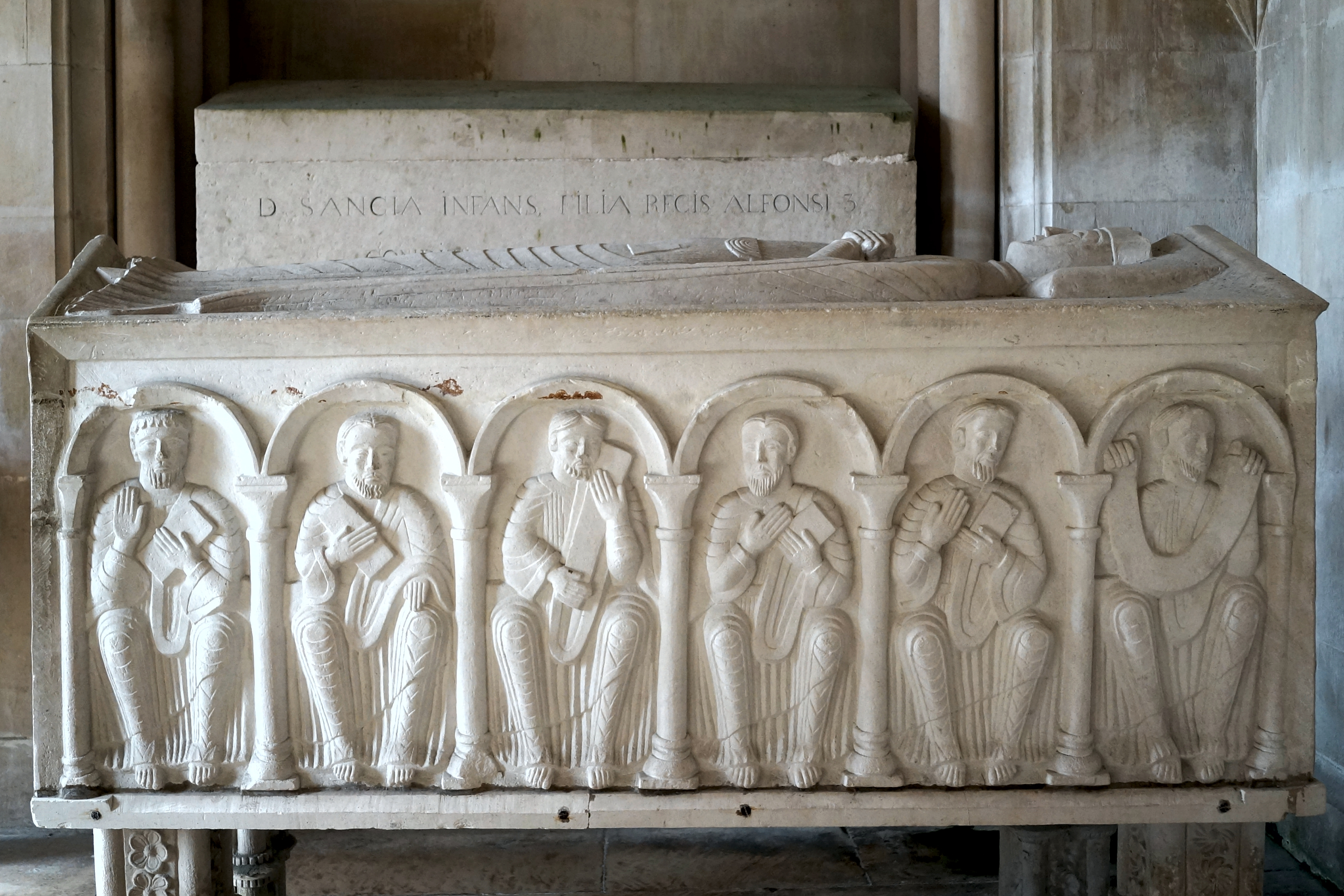
Túmulo de D. Beatriz de Castela no Mosteiro de Alcobaça. (atrás, o túmulo de sua filha D. Sancha, com a inscrição: «D. SANCIA INFANS, FILIA REGIS ALFONSI 3»).

A rainha Beatriz faleceu em 27 de Outubro de 1303, com 61 anos, e está sepultada no Mosteiro de Alcobaça.

## Descendência
Do seu casamento com Afonso III nasceram:
- Branca de Portugal (1259[7][12]–1321), senhora do Mosteiro de Las Huelgas em Burgos;
- Dinis de Portugal (1261–1325),[19] sucessor do pai no trono, casou-se com a rainha Santa Isabel de Aragão;
- Afonso de Portugal (1263–1312),[19] senhor de Portalegre, casou-se com a infanta Violante Manuel, senhora de Elche e Medellín, filha do infante Manuel de Castela e de Constança de Aragão;
- Sancha de Portugal (1264–c. 1284);[19]
- Maria de Portugal (1265–c. 1266), que faleceu antes de completar um ano;[19]
- Vicente de Portugal (1268–1268), faleceu no mesmo ano de seu nascimento, segundo a inscrição no seu túmulo no Mosteiro de Alcobaça;[19]
- Fernando de Portugal, segundo Figanière, morreu em 1262 e foi sepultado no Mosteiro de Alcobaça, embora, "a única vez que é referido na documentação reporta-se ao ano 1269, pelo que terá nascido e morrido no mesmo ano".[20]

Em algumas crónicas antigas, menciona-se outra filha, Constança, no entanto, não há provas da sua existência segundo Figanière. Esta suposta filha, segundo outros historiadores, morreu muito nova em Sevilha e foi sepultada no Mosteiro de Alcobaça. No entanto, "esta referência deve (…) aplicar-se à infanta Sancha (que deve), embora com diferentes nomes, ter sido uma única infanta".

## Antepassados
|  |                                        |  |  |  |  |  |  |  |  |  |  |  |  |  |  |  |
|  | 16. Fernando II de Leão                |  |  |  |  |  |  |  |  |  |  |  |  |  |  |  |
|  |                                        |  |  |  |  |  |  |  |  |  |  |  |  |  |  |  |
|  |                                        |  |  |  |  |  |  |  |  |  |  |  |  |  |  |  |
|  | 8. Afonso IX de Leão                   |  |  |  |  |  |  |  |  |  |  |  |  |  |  |  |
|  |                                        |  |  |  |  |  |  |  |  |  |  |  |  |  |  |  |
|  |                                        |  |  |  |  |  |  |  |  |  |  |  |  |  |  |  |
|  | 17. Urraca de Portugal, Rainha de Leão |  |  |  |  |  |  |  |  |  |  |  |  |  |  |  |
|  |                                        |  |  |  |  |  |  |  |  |  |  |  |  |  |  |  |
|  |                                        |  |  |  |  |  |  |  |  |  |  |  |  |  |  |  |
|  | 4. Fernando III de Castela             |  |  |  |  |  |  |  |  |  |  |  |  |  |  |  |
|  |                                        |  |  |  |  |  |  |  |  |  |  |  |  |  |  |  |
|  |                                        |  |  |  |  |  |  |  |  |  |  |  |  |  |  |  |
|  | 18. Afonso VIII de Castela             |  |  |  |  |  |  |  |  |  |  |  |  |  |  |  |
|  |                                        |  |  |  |  |  |  |  |  |  |  |  |  |  |  |  |
|  |                                        |  |  |  |  |  |  |  |  |  |  |  |  |  |  |  |
|  | 9. Berengária de Castela               |  |  |  |  |  |  |  |  |  |  |  |  |  |  |  |
|  |                                        |  |  |  |  |  |  |  |  |  |  |  |  |  |  |  |
|  |                                        |  |  |  |  |  |  |  |  |  |  |  |  |  |  |  |
|  | 19. Leonor Plantageneta                |  |  |  |  |  |  |  |  |  |  |  |  |  |  |  |
|  |                                        |  |  |  |  |  |  |  |  |  |  |  |  |  |  |  |
|  |                                        |  |  |  |  |  |  |  |  |  |  |  |  |  |  |  |
|  | 2. Afonso X de Castela                 |  |  |  |  |  |  |  |  |  |  |  |  |  |  |  |
|  |                                        |  |  |  |  |  |  |  |  |  |  |  |  |  |  |  |
|  |                                        |  |  |  |  |  |  |  |  |  |  |  |  |  |  |  |
|  | 20. Federico I,                        |  |  |  |  |  |  |  |  |  |  |  |  |  |  |  |
|  |                                        |  |  |  |  |  |  |  |  |  |  |  |  |  |  |  |
|  |                                        |  |  |  |  |  |  |  |  |  |  |  |  |  |  |  |
|  | 10. Filipe da Suábia                   |  |  |  |  |  |  |  |  |  |  |  |  |  |  |  |
|  |                                        |  |  |  |  |  |  |  |  |  |  |  |  |  |  |  |
|  |                                        |  |  |  |  |  |  |  |  |  |  |  |  |  |  |  |
|  | 21. Beatriz de Borgonha                |  |  |  |  |  |  |  |  |  |  |  |  |  |  |  |
|  |                                        |  |  |  |  |  |  |  |  |  |  |  |  |  |  |  |
|  |                                        |  |  |  |  |  |  |  |  |  |  |  |  |  |  |  |
|  | 5. Beatriz da Suábia                   |  |  |  |  |  |  |  |  |  |  |  |  |  |  |  |
|  |                                        |  |  |  |  |  |  |  |  |  |  |  |  |  |  |  |
|  |                                        |  |  |  |  |  |  |  |  |  |  |  |  |  |  |  |
|  | 22. Isaac II Ângelo                    |  |  |  |  |  |  |  |  |  |  |  |  |  |  |  |
|  |                                        |  |  |  |  |  |  |  |  |  |  |  |  |  |  |  |
|  |                                        |  |  |  |  |  |  |  |  |  |  |  |  |  |  |  |
|  | 11. Irene Angelina                     |  |  |  |  |  |  |  |  |  |  |  |  |  |  |  |
|  |                                        |  |  |  |  |  |  |  |  |  |  |  |  |  |  |  |
|  |                                        |  |  |  |  |  |  |  |  |  |  |  |  |  |  |  |
|  | 23. Irene (Paleólogo?)                 |  |  |  |  |  |  |  |  |  |  |  |  |  |  |  |
|  |                                        |  |  |  |  |  |  |  |  |  |  |  |  |  |  |  |
|  |                                        |  |  |  |  |  |  |  |  |  |  |  |  |  |  |  |
|  | 1. Beatriz de Castela                  |  |  |  |  |  |  |  |  |  |  |  |  |  |  |  |
|  |                                        |  |  |  |  |  |  |  |  |  |  |  |  |  |  |  |
|  |                                        |  |  |  |  |  |  |  |  |  |  |  |  |  |  |  |
|  | 24. Rodrigo Nunes de Gusmão            |  |  |  |  |  |  |  |  |  |  |  |  |  |  |  |
|  |                                        |  |  |  |  |  |  |  |  |  |  |  |  |  |  |  |
|  |                                        |  |  |  |  |  |  |  |  |  |  |  |  |  |  |  |
|  | 12. Pedro Rodrigues de Gusmão          |  |  |  |  |  |  |  |  |  |  |  |  |  |  |  |
|  |                                        |  |  |  |  |  |  |  |  |  |  |  |  |  |  |  |
|  |                                        |  |  |  |  |  |  |  |  |  |  |  |  |  |  |  |
|  | 25. Mayor Dias                         |  |  |  |  |  |  |  |  |  |  |  |  |  |  |  |
|  |                                        |  |  |  |  |  |  |  |  |  |  |  |  |  |  |  |
|  |                                        |  |  |  |  |  |  |  |  |  |  |  |  |  |  |  |
|  | 6. Guilhén Peres de Gusmão             |  |  |  |  |  |  |  |  |  |  |  |  |  |  |  |
|  |                                        |  |  |  |  |  |  |  |  |  |  |  |  |  |  |  |
|  |                                        |  |  |  |  |  |  |  |  |  |  |  |  |  |  |  |
|  | 26. Guilherme VIII de Montpellier      |  |  |  |  |  |  |  |  |  |  |  |  |  |  |  |
|  |                                        |  |  |  |  |  |  |  |  |  |  |  |  |  |  |  |
|  |                                        |  |  |  |  |  |  |  |  |  |  |  |  |  |  |  |
|  | 13. Mahalda                            |  |  |  |  |  |  |  |  |  |  |  |  |  |  |  |
|  |                                        |  |  |  |  |  |  |  |  |  |  |  |  |  |  |  |
|  |                                        |  |  |  |  |  |  |  |  |  |  |  |  |  |  |  |
|  | 27.                                    |  |  |  |  |  |  |  |  |  |  |  |  |  |  |  |
|  |                                        |  |  |  |  |  |  |  |  |  |  |  |  |  |  |  |
|  |                                        |  |  |  |  |  |  |  |  |  |  |  |  |  |  |  |
|  | 3. Mor Guilhén de Gusmão               |  |  |  |  |  |  |  |  |  |  |  |  |  |  |  |
|  |                                        |  |  |  |  |  |  |  |  |  |  |  |  |  |  |  |
|  |                                        |  |  |  |  |  |  |  |  |  |  |  |  |  |  |  |
|  | 28. Rodrigo Guterres Girão             |  |  |  |  |  |  |  |  |  |  |  |  |  |  |  |
|  |                                        |  |  |  |  |  |  |  |  |  |  |  |  |  |  |  |
|  |                                        |  |  |  |  |  |  |  |  |  |  |  |  |  |  |  |
|  | 14. Gonçalo Rodrigues Girão            |  |  |  |  |  |  |  |  |  |  |  |  |  |  |  |
|  |                                        |  |  |  |  |  |  |  |  |  |  |  |  |  |  |  |
|  |                                        |  |  |  |  |  |  |  |  |  |  |  |  |  |  |  |
|  | 29. Maria de Gusmão                    |  |  |  |  |  |  |  |  |  |  |  |  |  |  |  |
|  |                                        |  |  |  |  |  |  |  |  |  |  |  |  |  |  |  |
|  |                                        |  |  |  |  |  |  |  |  |  |  |  |  |  |  |  |
|  | 7. Maria Gonçalves Girão               |  |  |  |  |  |  |  |  |  |  |  |  |  |  |  |
|  |                                        |  |  |  |  |  |  |  |  |  |  |  |  |  |  |  |
|  |                                        |  |  |  |  |  |  |  |  |  |  |  |  |  |  |  |
|  | 30. Rodrigo Fernandes de Toronho       |  |  |  |  |  |  |  |  |  |  |  |  |  |  |  |
|  |                                        |  |  |  |  |  |  |  |  |  |  |  |  |  |  |  |
|  |                                        |  |  |  |  |  |  |  |  |  |  |  |  |  |  |  |
|  | 15. Sancha Rodrigues                   |  |  |  |  |  |  |  |  |  |  |  |  |  |  |  |
|  |                                        |  |  |  |  |  |  |  |  |  |  |  |  |  |  |  |
|  |                                        |  |  |  |  |  |  |  |  |  |  |  |  |  |  |  |
|  | 31. Aldonça Peres                      |  |  |  |  |  |  |  |  |  |  |  |  |  |  |  |
|  |                                        |  |  |  |  |  |  |  |  |  |  |  |  |  |  |  |
|  |                                        |  |  |  |  |  |  |  |  |  |  |  |  |  |  |  |